# Prometeo (revista)
Prometeo fue una revista publicada en Madrid entre 1908 y 1912.

## Descripción
Fundada en 1908 por Javier Gómez de la Serna, padre de Ramón Gómez de la Serna –quien también participaría de forma notable en la publicación–, se trató de una revista de vocación vanguardista. En sus páginas se publicó un «Manifiesto futurista a los españoles» escrito por Marinetti y, además de textos de escritores extranjeros –el principal responsable de estas traducciones fue Ricardo Baeza–, contó con una nutrida nómina de colaboradores españoles. Publicó un total de 38 números. Cesó su publicación en 1912.